# Антипатр із Тіру
Антипатр із Тіру (грец. Ἀντίπατρος; І ст. до н. е.) — філософ-стоїк, сучасник Катона Молодшого і Цицерона. Згадується у працях Страбона.
Написав Про належне (лат. de Officiis), уривок з якого цитує Діоген Лаертський у трактаті Про Космос (греч. περὶ κόσμου).